# Рібейра Бочі
Спорт Клубі Рібейра Бочі (порт. Sport Clube Ribeira Bote) або просто Рібейра Бочі — професіональний кабо-вердський футбольний клуб з міста Рібейра Бочі, на острові Сан-Вісенті.

## Історія клубу
Команда базується в районі Рібейра Бочі на острові Сан-Вісенті. Команда ніколи не вигравала острівного чемпіонату або відкритого чемпіонату острова, але здобула перший та єдиний на сьогодні Кубок острова в сезоні 2002/03 років.
Крім футбольної секції, клуб також має баскетбольну волейбольну та легкоатлетичні секції.

## Досягнення
- Кубок острова Сан-Вісенті: 1 перемога

2002/03

## Статистика виступів у чемпіонатах та кубках
| Сезон   | Див. | Міс. | Іг. | В | Н | П  | ЗМ | ПМ | РМ  | О  | Кубок | Суперкубок | Примітки |
| ------- | ---- | ---- | --- | - | - | -- | -- | -- | --- | -- | ----- | ---------- | -------- |
| 2013-14 | 2    | 5    | 14  | 5 | 2 | 7  | 12 | 23 | -10 | 17 |       |            |          |
| 2014-15 | 2    | 8    | 14  | 1 | 3 | 10 | 16 | 36 | -20 | 6  |       |            |          |